# Chi Capricorni
Chi Capricorni (25 Capricorni) é uma estrela na direção da constelação de Capricornus. Possui uma ascensão reta de 21h 08m 33.61s e uma declinação de −21° 11′ 36.7″. Sua magnitude aparente é igual a 5.30. Considerando sua distância de 191 anos-luz em relação à Terra, sua magnitude absoluta é igual a 1.46. Pertence à classe espectral A0V.